# Fingerlek

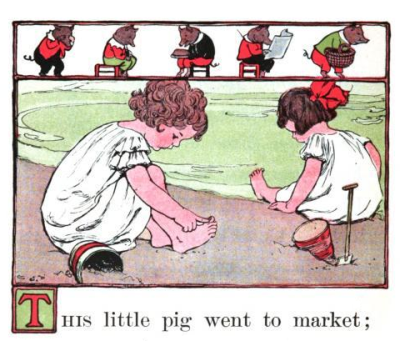
Barn leker This Little Pig.

Fingerlek kallas en lek som huvudsakligen leks med fingrarna. Många gånger används sånger och ramsor i fingerlekar. Imse vimse spindel är ett exempel på en fingerlek. I fingerlekar tränas kopplingen mellan kropp och tanke. Små barn kan sitta i en vuxens knä och få hjälp med fingrarna.